# Коровино Верхнее
Коровино Верхнее — деревня в Вичугском районе Ивановской области. Входит в состав Сошниковского сельского поселения.

## География
Находится в северо-восточной части Ивановской области на расстоянии приблизительно 15 км на восток по прямой от районного центра города Вичуга. Границы деревни смыкаются с границами деревни Коровино Нижнее и села Семеновское.

## История
В 1872 году здесь (тогда Юрьевецкий уезд Костромской губернии) было учтено 4 двора, в 1907 году — 20.

## Население
Постоянное население составляло 35 человек (1872 год), 62 (1897), 59 (1907), 20 в 2002 году (русские 100 %), 17 в 2010.